# Wandergleyson Show
Wandergleyson Show foi um programa de televisão brasileiro de edição única exibido como especial de fim de ano na Rede Bandeirantes em 20 de dezembro de 1987.

## História
Foi o primeiro programa com roteiro de autoria das turmas da Casseta Popular e d'O Planeta Diário e a primeira vez em que ambos se uniram na televisão. Os redatores - Hubert e Reinaldo - que trabalhavam n'O Planeta Diário, foram convidados antes para o projeto e depois chamaram Marcelo Madureira, da Casseta Popular, para ajudá-los. Sergio Mattar, o diretor do programa, era muito amigo de José Bonifácio de Oliveira Sobrinho, o Boni, então vice-presidente de operações da Rede Globo, e passou-lhe a fita com o programa antes da própria exibição na emissora concorrente, vindo depois a contratar os humoristas das duas turmas para a TV Pirata, em 1988.

## Formato
A fórmula - uma sequência de esquetes cômicos satirizando a própria televisão, com inspiração em Monty Python - e alguns atores (como Débora Bloch e  Luiz Fernando Guimarães) de Wandergleyson Show seriam aproveitados a partir de 1988 pela Rede Globo na TV Pirata, que também contava com os roteiros da turma que mais tarde viria a formar o Casseta & Planeta. A direção foi de Sérgio Mattar, que à época era diretor de vídeo da produtora de vídeo da Gazeta Mercantil e que acabou não participando da TV Pirata ou dos programas posteriores produzidos pelos humoristas que compunham o que viria a se tornar o Casseta & Planeta.

## Elenco[9]
- Carina Cooper
- Débora Bloch
- Luis Fernando Guimarães
- Pedro Cardoso